# Pleurospermum yunnanense
Pleurospermum yunnanense är en flockblommig växtart som beskrevs av Adrien René Franchet. Pleurospermum yunnanense ingår i släktet piplokor, och familjen flockblommiga växter. Inga underarter finns listade i Catalogue of Life.